# 一色於菟四郎
一色 於菟四郎（いっしき おとしろう、1902年（明治35年）7月9日 - 1986年（昭和61年）6月28日）は、昭和時代の獣医師。家畜寄生虫学者。農学博士。

## 経歴
東京府に生まれる。1926年（大正15年）3月、東京帝国大学農学部獣医学実科を卒業。
同学部助手を経て、1930年（昭和5年）朝鮮総督府獣疫血清研究所助手となる。1937年（昭和12年）5月、水原高等農林学校（現ソウル大学校校農業科学生命大学）助教授、1938年（昭和13年）朝鮮総督府農事試験場技師、1939年（昭和14年）水原高等農林学校獣医学科教授となり、終戦を迎えた。
戦後帰国し、1945年（昭和20年）長野県北佐久郡農学校教諭、1946年（昭和21年）大阪獣医畜産専門学校を経て、1949年（昭和24年）浪速大学（現大阪府立大学）農学部教授となった。
1966年（昭和41年）3月に定年退官後、同年6月、大阪府立大学名誉教授となる。この間、高知大学および山口大学農学部の非常勤講師を兼任。同年4月には神戸学院大学教授兼評議員に就任した。
朝鮮総督府在勤中は朝鮮半島および中国北部各地における家畜寄生虫病の分布を調査。ほか、牛包虫症、豚嚢虫症、肺吸血症の研究を行った。

## 栄典
勲章等
- 1972年（昭和47年） - 勲三等旭日中綬章[1]